# Phlogochroa
Phlogochroa é um gênero de traça pertencente à família Arctiidae.